# Min Chueh Chang
Min Chueh Chang, chino: 张明觉; chino tradicional: 張明覺; pinyin: Zhāng Míngjué (Dunhòu, 1908 – Shrewsbury, 1991) más conocido como M.C. Chang, fue un biólogo reproductivo chino-estadounidense. 

## Biografía
Min Chueh Chang nació el 10 de octubre de 1908, en el pueblo de Dunhòu, que se encuentra a 64 millas (103 km) al noroeste de Taiyuan, la capital de la provincia de Shanxi, en China. Su familia pudo brindarle una buena educación, y en 1933, obtuvo una licenciatura en psicología animal por la Universidad Tsinghua en Pekín. 
Su área específica de estudio fue el proceso de fertilización en la reproducción de los mamíferos. Aunque su carrera producido resultados que son importantes y valiosos para muchas áreas en el campo de la fecundación, incluyendo su trabajo en la fertilización in vitro que dio lugar a la primera "bebé de probeta", él era el más conocido en el mundo por su contribución al desarrollo de la píldora anticonceptiva oral combinada en la Fundación Worcester de Biología Experimental.
Min Chueh Chang, junto con Gregory Goodwin Pincus, confirmó que la progesterona podría actuar como inhibidora de la ovulación.
Contrajo matrimonio con la china-estadounidense Isabelle Chin, a quien conoció en la biblioteca de la Universidad de Yale. Chin asumió su rol de ama de casa en la pareja matrimonial, permitiendo a Chang centrarse en su trabajo sin atender problemas domésticos. Tuvieron dos hijas y un hijo – Claudia Chang Tourtellotte, Jefa del Departamento de Antropología en Sweet Briar College; y la arquitecta Pamela O'Malley Chang.
Falleció en Shrewsbury, Massachusetts, el 5 de junio de 1991.

## Honores
- Premio Lasker, por la Fundación Lasker (1954)[2]
- Ortho Medal, por la American Fertility Society (1961)[1]
- Carl G. Hartman Award, por la Society for the Study of Reproduction (1970)[3]
- Francis Amory Prize, por la Academia Estadounidense de las Artes y las Ciencias (1975)[1]
- Wippman Scientific Research Award, por la Planned Parenthood Federation of America (1987)[1]
- Miembro de la National Academy of Sciences (1990)[1]